# Michael Estrada
Michael Steveen Estrada Martínez (* 7. April 1996 in Guayaquil) ist ein ecuadorianischer Fußballspieler. Er ist seit 2017 A-Nationalspieler Ecuadors.

## Vereinskarriere
Michael Estrada spielte in der Jugend beim Club Sport Patria und beim CSD Macará aus Ambato. Sein erstes Profispiel absolvierte er 2013 für den CSD Macará in der Serie A gegen den Barcelona SC. Estrada stieg am Ende der Saison bei sechs Einsätzen ohne Treffer mit Macará in die zweite Liga ab. Dort konnte er überzeugen und wurde 2016 an den Erstligisten CD El Nacional verliehen. Estrada steuerte sieben Tore und sechs Torvorlagen in der Hinrunde sowie zwölf Tore und zwei Torvorlagen in der Rückrunde bei. Dadurch wurde der ecuadorianische Copa Libertadores-Finalist Independiente del Valle auf ihn aufmerksam und verpflichtete für die folgende Saison. Die Premierensaison für den Topklub verlief für Estrada mit 15 Ligatoren in 31 Spielen sowie zwei Toren in vier internationalen Einsätzen erfolgreich. In der Saison 2018 konnte er allerdings nicht an die Leistungen anknüpfen, erzielte in 24 Ligaspielen nur drei Treffer und fiel wegen einer Wadenverletzung mehrere Monate aus. Er kehrte daher per Leihe zu seinem Ausbildungsklub CSD Macará zurück, der nach dem Aufstieg 2016 wieder in der Serie A spielte. Dort fand er wieder zu seiner Form zurück. Nach dem Leihende wechselte Estrada zum mexikanischen Erstligisten Deportivo Toluca. Im Februar 2022 folgte eine Leihe für eine Saison mit anschließender Kaufoption in die Vereinigten Staaten zu D.C. United. Im August desselben Jahres wurde die Leihe von Vereins- und Spielerseite vorzeitig beendet und er schloss sich – ebenfalls auf Leihbasis – dem CD Cruz Azul an.

## Nationalmannschaft
Estrada lief er erstmals am 5. September 2017 im WM-Qualifikationsspiel gegen Peru auf, als er in der 82. Spielminute für Juan Cazares eingewechselt wurde. Für die Weltmeisterschaft 2018 in Russland konnte sich Ecuador als Tabellenachter der Südamerika-Gruppe nicht qualifizieren. Sein erstes Tor im Nationaltrikot erzielte Estrada am 11. September 2019 im Freundschaftsspiel gegen Bolivien, als er beim 3:0-Erfolg seines Teams in der 49. Spielminute zum 1:0 traf. In der WM-Qualifikation 2022 erzielte Estrada sechs Treffer.